# Утиліта
Утилі́та (англ. Utility program, utility) — сервісна програма, що допомагає керувати файлами, отримувати інформацію про комп'ютер, діагностувати й усувати проблеми, забезпечувати ефективну роботу системи. Утиліти розширюють можливості ОС.
Утилі́та (в програмуванні) — невеличка прикладна програма.

## Утиліти обслуговування системи (УОС)
До УОС належать всі види сервісних програм, наприклад, утиліти дефрагментації, перевірки й виправлення структури розділів жорсткого диска, виправлення системних помилок, витонченого налаштуванню системи і т. д..
Оскільки типовий набір необхідних УОС приблизно однаковий для всіх користувачів ПК, то великого поширення набули заздалегідь зібрані пакети утиліт, найяскравішим прикладом яких може послужити пакет від компанії Norton Utilities (що входить до Norton System Works від Symantec Corporation).

### Основні типи УОС

#### Дефрагментатори
Дефрагментатори перевіряють міру фрагментації файлів і вільного простору на доступних системі розділах логічних накопичувачів, усувають (знижують) її — дефрагментують, а також можуть переміщувати файли для розташування в порядку, що забезпечує оптимальний час доступу (мінімальний — для найуживаніших файлів за рахунок більшого — для таких, що використовуються рідко).

#### Утиліти контролю помилок і пошкоджень структури розділів та SMART-ревізори
Ці утиліти перевіряють наявність помилок у файловій системі та на пристрої зберігання даних (твердому диску, пристрій на основі Flash-пам'яті, дискеті). Вони також можуть звертатися до SMART-модуля твердого диска для контролю його службової інформації.

До цих утиліт належать:
- Для запуску в UNIX-подібних ОС:
  - fsck — оболонка для виклику команди, специфічної для конкретного типу файлової системи, напр. fsck.ext2, fsck.vfat, fsck.jfs чи reiserfsck.

- Для MS Windows (як родини Windows 9х, так і родини Windows NT):
  - Norton Disk Doctor (частина Norton Utilities).

#### Утиліти контролю цілісності системи
Сканують конфігураційні файли, символьні посилання і/або ярлики з метою пошуку некоректних записів, а також видалених або переміщених файлів.
- Для Microsoft Windows і Windows NT:
  - Norton WinDoctor (частина Norton Utilities).
  - JV16 Power Tools
  - JV RegCleaner
  - CCleaner
  - Reg Organizer
  - Deep Freeze

- Для UNIX-подібних ОС:
  - TIGER (набір скриптів на GNU Bash)
  - Chkrootkit

## Утиліти розширення функціональності
Розширюють функціональність наявних прикладних або системних засобів, наприклад, утиліти автоматизації й конвертації медіа-тегів (ID3 у MP3, Коментарі Vorbis в Ogg), безпечного (безповоротного) видалення файлів, утиліти конвертації файлів різних форматів, утиліти системного менеджменту.

### Основні види утиліт розширення функціональності

#### Утиліти-конвертери
Займаються конвертацією файлів, що належать до одного типу даних: аудіо, відео, графічні, конструкторські, модельні, програмні файли,— але скомпонованих у різних форматах:
- Конвертери програмного коду, що перетворюють вихідні тексти з однієї мови програмування або його реалізації на іншу (наприклад Borland C++ → Microsoft Visual C++).
- Конвертери мультимедійних файлів, що займаються перетворенням формату закодованих в одному з відомих кодеків мультимедійних даних у формат, придатний для обробки іншим кодеком, а також (залежно від утиліти) такі, що міняють роздільну здатність, глибину кодування й інші параметри мультимедійного потоку.
- Конвертери графічних файлів, що перетворюють їх з одного формату в інший чи виділяють зображення з відеопотоку.

#### Утиліти— редактори мета-інформації
Займаються збором, записом і редагуванням мета-інформації файлів: вмісту тегів мультимедійних файлів, інформації про медіавміст, даних EXIF тегів цифрових зображень і тому подібної. Зазвичай входять до складу так званої медіа-бібліотеки.

#### Утиліти резервного копіювання
- AzovSky Version Safe
- Robocopy

#### Утиліти системного менеджменту
Займаються розширеним управлінням системою, таким як: робота з розділами дисків, перепрограмування (перепрошивка) пам'яті BIOS, установка розширених апаратних налаштувань апаратного забезпечення.

У ОС Windows NT 4 … 5.1 більшість утиліт системного менеджменту згрупована в Windows Management Console, що викликається пунктом «Управління комп'ютером» контекстного меню значка «Мій комп'ютер».
- Утиліти для роботи з розділами диска:
  - Microsoft fdisk — частина ОС Microsoft Windows.
  - Linux fdisk — консольне застосування для роботи з розділами диска під ОС на ядрі Linux
  - Disk Druid — утиліта для роботи з розділами диска під ОС GNU/Linux із графічним інтерфейсом (призначена для користувача).
  - mdadm — утиліта GNU/Linux для управління RAID масивами (Linux Software Raid)
  - PartitionMagic — утиліта для роботи з розділами диска під ОС Windows або DOS (із графічним інтерфейсом, призначеним для користувача).
  - Оснащення «Управління дисками» Windows Management Console.
  - parted і його графічна реалізація GParted — утиліти для роботи під GNU/Linux

#### Утиліти тонкого налаштування
Займаються тонким (розширеним) налаштуванням існуючих програм або ОС.
До них належать:
- Reg Organizer
- Xteq-dotec X-Setup
- OnTrack WinCustomizer

## Інформаційні утиліти
Містять монітори, бенчмарки й утиліти загальної (статичною) інформації.
Як правило, використовуються для прискорення розробки програмних продуктів:
- — генерації коду програми (див. lex, yacc)
- — автоматичної компіляції програми (див. make)
- — прекомпіляції, або попередньої обробки коду програми
- — генерування документації (див. perldoc, xmldoc, phpdoc)